# John Connolly
John Connolly, född 31 maj 1968 i Dublin, Irland, är en irländsk författare och journalist.
John Connolly är mest känd för sina deckare om den före detta polisen Charlie Parker. I den första boken Every Dead Thing som publicerades 1999 får vi för första gången möta Charlie Parker som plågas av minnet av sin döda fru och dotter, två mord som inte har klarats upp. I Dark Hollow som släpptes 2000 träffar vi åter på Charlie Parker och den här gången letar han efter en man som dödat sin fru och son, men allt är inte som det verkar vara och det är andra som jagar samma man men av andra anledningar.
Conolly bor och arbetar i Dublin, men uppehåller sig en hel del av sin tid i USA.